# Лісне (Правдинський район)
Лісне (рос. Лесное) — селище Правдинського району, Калінінградської області Росії. Входить до складу Домновського сільського поселення.
Населення —  26 осіб (2015 рік). 

## Населення
| 2002 | 2010 |
| ---- | ---- |
| 33   | ↘26  |